# Parenchyme cortical

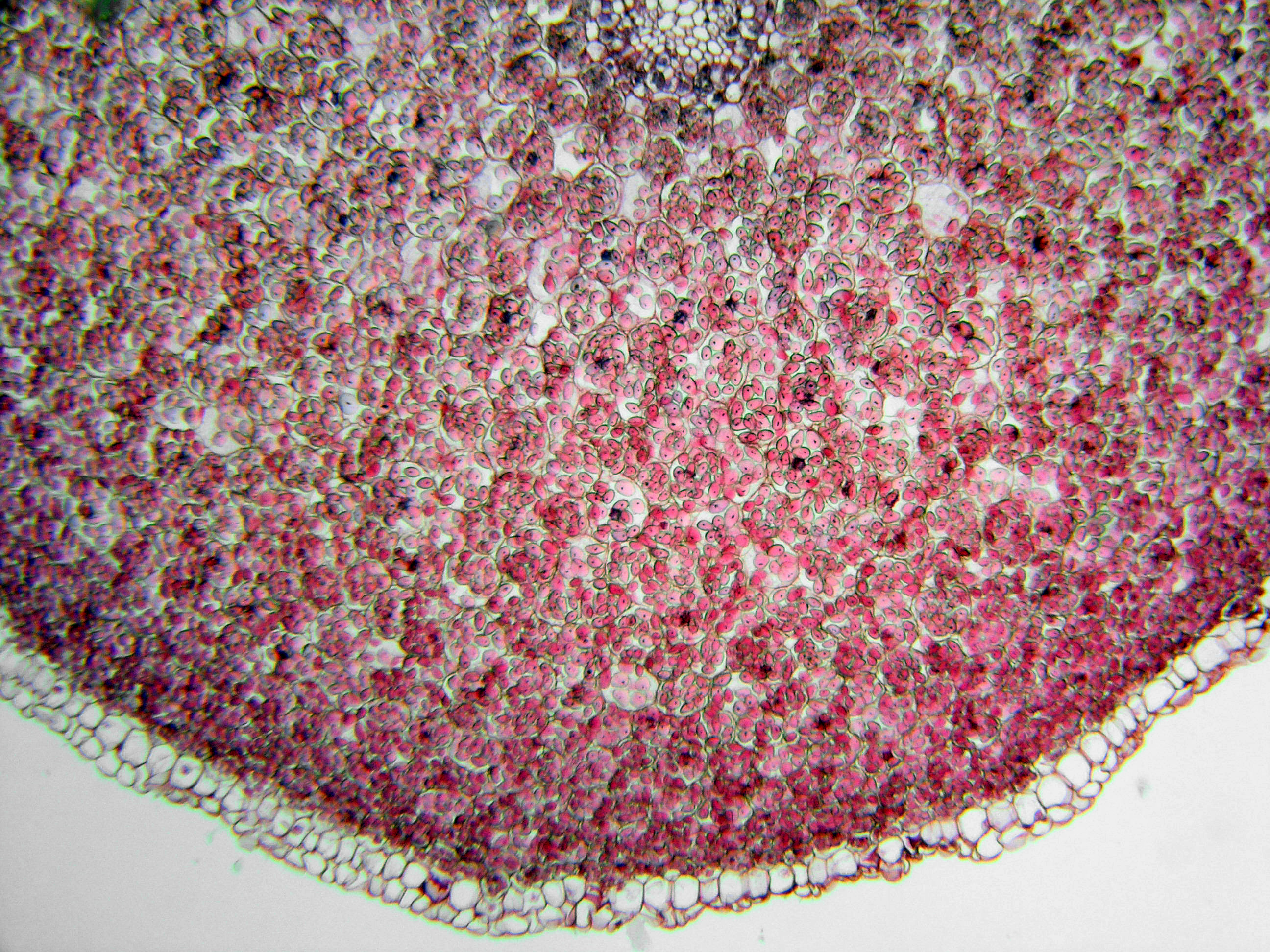
Parenchyme cortical de réserve, à cellules riches en amyloplastes et méats dans une racine de Ficaire.

Le parenchyme cortical est un parenchyme végétal composé de grandes cellules polyédriques, situé au niveau du cortex de la tige ou de la racine d'une plante à fleur.
Dans la racine, ce tissu composé de cellules non chlorophylliennes peut avoir différentes fonctions : entreposage d'amidon dans les amyloplastes (typique d'un organe de réserve), aération des tissus racinaires (espaces intercellulaires appelés méats). 
Dans une tige, le cortex, moins développé que dans une racine car la fonction de réserve disparaît, est formé du parenchyme cortical souvent associé à des tissus de soutien, collenchyme et/ou sclérenchyme. Les cellules de la périphérie renferment des chloroplastes (parenchyme palissadique qui suggère que cette tige est chlorophyllienne), mais leur nombre diminue au fur et à mesure qu'on s'enfonce vers l'intérieur.